# Forat
Forat (PN) – fosforoorganiczny związek chemiczny, insektycyd o działaniu kontaktowym i systemicznym.
Jest oleistą cieczą o niskiej lotności (2,7·10−3 mg/dm³ przy 20 °C).